# فیلیپ پروسنیک
فیلیپ پروسنیک(به انگلیسی: Philipp Prosenik) (زاده ۳ مارس ۱۹۹۳ در وین)، فوتبالیست اتریشی است که در حال حاضر برای تیم آستریا وین بازی می‌کند.
او پرورش یافته آکادمی جوانان چلسی و آ.ث. میلان است.